# 정명환 (정치인)
정명환(1947년 1월 5일~)은 대한민국의 정치인이다. 제18대 인천 남구청장을 지냈다.

## 역대 선거 결과
|  | 44.06% |

|  | 41.33% |

|  | 19.32% |

| 전임 민봉기 | 제18대 인천 남구청장 1998년 7월 1일 ~ 2002년 6월 30일 | 후임 박우섭 |